# Henry Broncan
Pas d'image ? Cliquez ici

a Compétitions nationales et continentales officielles uniquement.

Dernière mise à jour le 17 juillet 2016.
Henry Broncan, né le 26 février 1944 à Mirande et surnommé le sorcier gersois, est un entraîneur français de rugby.

## Biographie
Henry Broncan est né le 26 février 1944 à Mirande. Il est le père de Pierre-Henry Broncan, également joueur et entraîneur de rugby à XV.
De 1961 à 1965, il est joueur et entraîneur du club de sa ville natale. De 1968 à 1970, il effectue son service militaire à Montauban, il signe alors à l'US Montauban et devient international militaire. De 1971 à 1975 : étudiant à Toulouse, il évolue au Toulouse Université Club en deuxième division.
De 1975 à 1980, de retour dans le Gers, il est joueur puis entraîneur au Lombez Samatan club avec qui il remonte en première division groupe B en 1976, atteignant les huitièmes de finale en 1980. En 1980-1981, il devient joueur et entraîneur à L'Isle-Jourdain qu'il conduit au titre de champion de France de troisième division. De 1981 à 1998, il est de retour à Lombez Samatan. Il est entraîneur des équipes de jeunes (1993-1996) et de l'équipe fanion avec Christian Carrère, Daniel Roussel et plus tard Patrick Miquel.
En 1998, il arrive au FC Auch dont il entraîne l'équipe première avec Roland Pujo. En 2000-2001, il est écarté de l'équipe première, devenu directeur sportif des catégories jeunes avec la qualification des cadets, des Crabos, des Reichel et des espoirs tandis que l'équipe première descend en Pro D2. De retour en première avec Philippe Bérot la saison suivante et après de gros problèmes financiers, l'équipe termine 5e à la fin du championnat de Pro D2. En 2003-2004, il entraîne avec Gilles Boué et Gérard Lacrampe en Pro D2, décrochant la montée en Top 16 et le titre de champion de France le 19 juin 2004 face à Bayonne. En 2004-2005, le FCAG termine avant-dernier du Top 16 et descend en Pro D2. Il décroche le bouclier européen devant Worcester à Oxford. En 2006-2007, il achève sa 9e saison au club du FC Auch, champion de France de Pro D2. En 2007, il quitte son poste pour Agen et le cède à son fils Pierre-Henry.
Il est directeur rugby du SU Agen de 2007 à 2010 puis entraîneur du SC Albi de 2010 à 2014. Il est ensuite responsable du centre de formation du Tarbes PR de 2014 à 2016.
En 2016, il est nommé entraîneur de l'Entente Astarac Bigorre XV, évoluant en Fédérale 2.

## Carrière

### Carrière de joueur
- USA Mirande
- 1968-1970 : US Montauban (première division)
- 1970-1974 : TUC (2e division)
- 1976-1978 : Lombez Samatan club (groupe B)

### Carrière d'entraîneur
- 1975-1979 : Lombez Samatan club
- 1979-1981 : US l'isloise
- 1981-1998 : Lombez Samatan club
- 1998-2007 : FC Auch
- Géorgie (Coupe du monde 2007 en tant que consultant)
- 2007-2010 : SU Agen (directeur rugby)
- 2010-2014 : SC Albi
- 2014-2016 : Tarbes Pyrénées rugby (responsable du centre de formation)
- Depuis 2016 : Entente Astarac Bigorre XV

## Palmarès

### En tant qu'entraîneur
- Championnat de France de Pro D2 :
  - Champion (3) : 2004, 2007 et 2010
- Bouclier européen :
  - Vainqueur (1) : 2005

Champion de France fédérale 3 1981 àvec l isle Jourdain